# Vlag van Djibouti

Vlag van Djibouti (ratio 2:3)

De vlag van Djibouti bestaat uit twee even brede horizontale banden van lichtblauw (boven) en groen met links een witte driehoek met daarin een vijfpuntige rode ster. De vlag werd voor het eerst gehesen op 27 juni 1977, de dag dat het land onafhankelijk werd. De vlag combineert de basisopmaak en -kleuren van de vlag van het Front de Libération de la Côte des Somalis. Het lichtblauw vertegenwoordigt de lucht en de zee, evenals de Somaliërs, groen vertegenwoordigt het eeuwige groen van de aarde, evenals de Afar-volk, wit vertegenwoordigt de kleur van de vrede en de vijfpuntige rode ster vertegenwoordigt eenheid, het bloed vergoten door de martelaren van de onafhankelijkheid, evenals Djibouti als een van de vijf regio's bewoond door het Somalische volk.